# Edward Rell Madigan

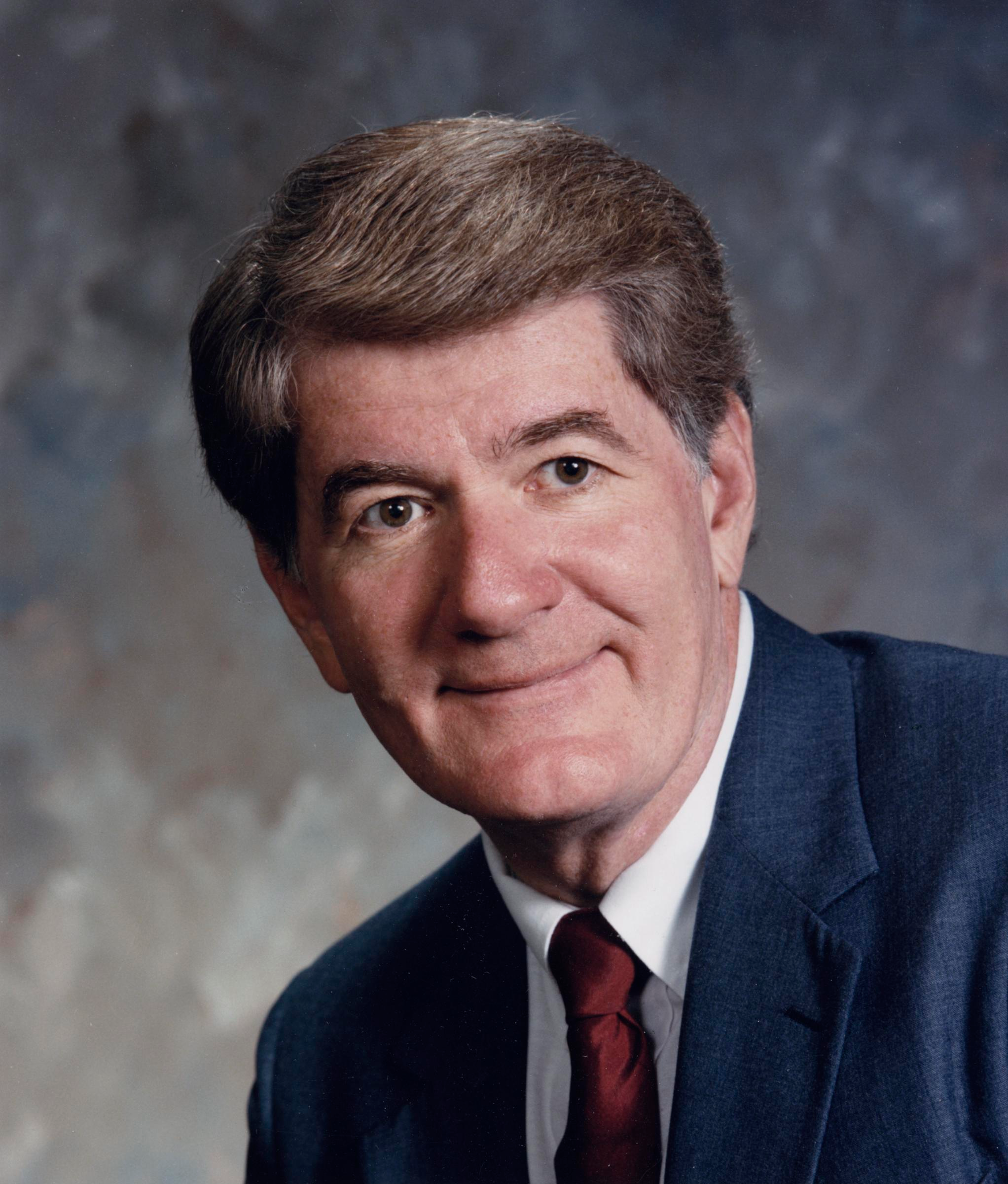
Edward Rell Madigan

Edward Rell Madigan (* 13. Januar 1936 in Lincoln, Logan County, Illinois; † 7. Dezember 1994 ebenda) war ein US-amerikanischer Politiker (Republikanische Partei).
Nach dem Besuch des Junior College in seiner Heimatstadt Lincoln baute sich Madigan ein eigenes Taxiunternehmen auf. Sein erstes öffentliches Amt übernahm er als Mitglied der städtischen Behörde für Bauanträge, der er von 1965 bis 1969 angehörte.
In dieser Zeit wurde er auch erstmals politisch aktiv. 1967 wurde er ins Repräsentantenhaus von Illinois gewählt, wo er bis 1973 verblieb. Nachdem er 1972 einen Sitz im US-Repräsentantenhaus errungen hatte, wechselte er im folgenden Jahr nach Washington. Im Kongress saß er nach neunmaliger Wiederwahl bis 1991. Dabei verlor er 1989 die Wahl zum Whip der republikanischen Minderheitsfraktion gegen Newt Gingrich.
Am 8. März 1991 legte Madigan sein Mandat im Repräsentantenhaus nieder, als US-Präsident George Bush ihn als Landwirtschaftsminister in sein Kabinett berief. Diesen Posten hatte er inne, bis Bush nach verlorener Wiederwahl das Weiße Haus verlassen musste.
1994 starb Edward Madigan an Lungenkrebs. Im Jahr darauf wurde der Railsplitter State Park, ein State Park südlich von Lincoln, zu seinen Ehren in Edward R. Madigan State Fish and Wildlife Area umbenannt.